# Kanopolis
Kanopolis är en ort i Ellsworth County i Kansas. Vid 2020 års folkräkning hade Kanopolis 443 invånare.